# Persone di nome Emmanuel/Calciatori
| Questa pagina contiene informazioni ricavate automaticamente dalle voci biografiche con l'ausilio del template Bio e di un bot. L'aggiornamento è periodico e automatico e ricostruisce completamente la pagina. Se manca una persona in questa lista, sei pregato di non aggiungerla, ma accertati piuttosto che la sua voce biografica contenga il template Bio e che i dati anagrafici siano correttamente compilati. Se il template Bio manca, inseriscilo tu stesso o, in alternativa, metti l'avviso {{tmp\|Bio}} che ne segnala la mancanza. Se i dati riportati sono sbagliati, correggi direttamente la voce biografica; le modifiche saranno visibili in questa lista entro pochi giorni. Per chiarimenti vedi il progetto antroponimi. La lista contiene solo le 95 persone che sono citate nell'enciclopedia e per le quali è stato implementato correttamente il template Bio. Pagina aggiornata al 6 ago 2025. |

Questa è una lista di persone presenti nell'enciclopedia che hanno il nome Emmanuel e sono calciatori.

## A(9)
- Emmanuel Addai, calciatore ghanese (Kumasi, n. 2001)
- Emmanuel Adegboyega, calciatore irlandese (Dundalk, n. 2003)
- Emmanuel Agyemang-Badu, calciatore ghanese (Berekum, n. 1990)
- Emmanuel Ake, ex calciatore keniota (Mombasa, n. 1980)
- Emmanuel Antwi, calciatore ghanese (n. 1996)
- Emmanuel Apeh, calciatore nigeriano (Kaduna, n. 1996)
- Emmanuel Ayaosi, calciatore nigeriano (n. 2004)
- Emmanuel Aznar, calciatore francese (Sidi Bel Abbes, n. 1915 - Marsiglia, † 1970)
- Emmanuel Kofie, calciatore ghanese (n. 1941 - † 2020)

## B(6)
- Emmanuel Biumla, calciatore francese (Yopougon, n. 2005)
- Emmanuel Boateng, calciatore ghanese (Accra, n. 1996)
- Emmanuel Boateng, calciatore ghanese (Accra, n. 1994)
- Emmanuel Boateng, calciatore ghanese (Akwatia, n. 1997)
- Lolly Borg, calciatore e allenatore di calcio maltese (n. 1931 - † 2020)
- Emmanuel Bourgaud, calciatore francese (Angers, n. 1987)

## C(4)
- Emmanuel Cerda, ex calciatore messicano (San Luis Potosí, n. 1987)
- Danilo Clementino, ex calciatore brasiliano (Caruaru, n. 1982)
- Emmanuel Clottey, ex calciatore ghanese (Accra, n. 1987)
- Eloy Colombano, ex calciatore argentino (Pehuajó, n. 1983)

## D(6)
- Emmanuel Agbadou, calciatore ivoriano (Abidjan, n. 1997)
- Emmanuel Daniel, calciatore nigeriano (n. 1993)
- Lolly Debattista, calciatore e allenatore di calcio maltese (n. 1929 - † 2021)
- Emmanuel Dennis, calciatore nigeriano (Abuja, n. 1997)
- Emmanuel Duah, ex calciatore ghanese (Kumasi, n. 1976)
- Emmanuel Duchemin, ex calciatore francese (Amiens, n. 1979)

## E(8)
- Emmanuel Ebiede, calciatore nigeriano (Port Harcourt, n. 1978 - Port Harcourt, † 2023)
- Emmanuel Eboué, ex calciatore ivoriano (Abidjan, n. 1983)
- Emmanuel Echeverría, calciatore messicano (La Piedad de Cabadas, n. 2003)
- Emmanuel Ekong, calciatore svedese (Reggio Emilia, n. 2002)
- Emmanuel Ekpo, ex calciatore nigeriano (Nigeria, n. 1987)
- Emmanuel Ekwueme, ex calciatore nigeriano (Mbaise, n. 1979)
- Emmanuel Emenike, ex calciatore nigeriano (Otuocha, n. 1987)
- Emmanuel Ernest, calciatore liberiano (Monrovia, n. 2000)

## F(2)
- Emmanuel Françoise, ex calciatore francese (Metz, n. 1987)
- Emmanuel Frimpong, ex calciatore ghanese (Accra, n. 1992)

## G(4)
- Emmanuel García, ex calciatore messicano (Zamora de Hidalgo, n. 1989)
- Emanuel Gigliotti, calciatore argentino (Buenos Aires, n. 1987)
- Emmanuel Gyamfi, calciatore ghanese (Kumasi, n. 1996)
- Emmanuel Mendy, ex calciatore senegalese (Medina Gounass, n. 1990)

## H(2)
- Emmanuel Hackman, calciatore ghanese (Accra, n. 1995)
- Giovani Hernández, calciatore messicano (Guadalajara, n. 1993)

## I(3)
- Nosa Igiebor, ex calciatore nigeriano (Abuja, n. 1990)
- Emmanuel Imorou, ex calciatore beninese (Bourges, n. 1988)
- Emmanuel Iyoha, calciatore tedesco (Düsseldorf, n. 1997)

## K(6)
- Etepe Kakoko, ex calciatore della Repubblica Democratica del Congo (Kinshasa, n. 1950)
- Emmanuel Karagiannis, ex calciatore belga (Maasmechelen, n. 1966)
- Emmanuel Koné, ex calciatore ivoriano (Abongoua, n. 1986)
- Emmanuel Koum, calciatore camerunese (Douala, n. 1947 - † 2008)
- Emmanuel Osei Kuffour, ex calciatore ghanese (Accra, n. 1976)
- Emmanuel Kundé, calciatore camerunese (Ndom, n. 1956 - Emombo, † 2025)

## L(3)
- Emmanuel Latte Lath, calciatore ivoriano (Abidjan, n. 1999)
- Emmanuel Ledesma, ex calciatore argentino (Quilmes, n. 1988)
- Emmanuel Lomotey, calciatore ghanese (Accra, n. 1997)

## M(12)
- Emmanuel Maboang, ex calciatore camerunese (n. 1968)
- Emanuel Más, calciatore argentino (San Juan, n. 1989)
- Emmanuel Mathias, calciatore togolese (Kaduna, n. 1986)
- Emmanuel Matuta, calciatore belga (Malines, n. 2002)
- Emmanuel Mayuka, ex calciatore zambiano (Kabwe, n. 1990)
- Emmanuel Mbella, ex calciatore francese (Édéa, n. 1992)
- Emmanuel Mbola, calciatore zambiano (Kabwe, n. 1993)
- Emmanuel Mbongo, calciatore camerunese (Douala, n. 1993)
- Emmanuel Mensah, calciatore ghanese (Accra, n. 1994)
- Emmanuel Misichili, ex calciatore zambiano (n. 1978)
- Emmanuel Muscat, ex calciatore australiano (Melbourne, n. 1984)
- Emmanuel Mwape, calciatore zambiano (Luanshya, n. 1950 - † 1991)

## N(4)
- Emmanuel Ndong Mba, calciatore gabonese (n. 1992)
- Emmanuel Kwesi Nkansah, ex calciatore ghanese (n. 1941)
- Emmanuel Noruega, calciatore macaense (Macao, n. 1983)
- Emmanuel Ntim, calciatore ghanese (Kumasi, n. 1996)

## O(10)
- Emmanuel Oblitey, calciatore ghanese (Accra, n. 1934 - Accra, † 2023)
- Obiora Odita, ex calciatore nigeriano (Enugu, n. 1983)
- Emmanuel Agyemang, calciatore ghanese (n. 2004)
- Emmanuel Ogude, calciatore nigeriano (Lagos, n. 1994)
- Emmanuel Okala, ex calciatore nigeriano (Onitsha, n. 1951)
- Emmanuel Okoduwa, ex calciatore nigeriano (n. 1983)
- Emmanuel Okwi, calciatore ugandese (Kampala, n. 1992)
- Emmanuel Olisadebe, ex calciatore nigeriano (Warri, n. 1978)
- Emmanuel Osei, ex calciatore ghanese (Accra, n. 1982)
- Emmanuel Oti Essigba, calciatore ghanese (Akim Oda, n. 1996)

## P(2)
- Emmanuel Pappoe, ex calciatore ghanese (Accra, n. 1981)
- Emmanuel Petit, ex calciatore francese (Dieppe, n. 1970)

## Q(2)
- Emmanuel Gyasi, calciatore italiano (Palermo, n. 1994)
- Emmanuel Quarshie, calciatore ghanese (Sekondi-Takoradi, n. 1953 - Sekondi-Takoradi, † 2013)

## R(2)
- Emmanuel Banda, calciatore zambiano (Chililabombwe, n. 1997)
- Emmanuel Rivière, ex calciatore francese (Le Lamentin, n. 1990)

## S(4)
- Emmanuel Sabbi, calciatore statunitense (Vicenza, n. 1997)
- Emmanuel Sarki, calciatore nigeriano (Kaduna, n. 1987)
- Emmanuel Simon, calciatore papuano (n. 1992)
- Emmanuel Sowah Adjei, calciatore ghanese (n. 1998)

## T(2)
- Emmanuel Toku, calciatore ghanese (Kumasi, n. 2000)
- Ema Twumasi, calciatore ghanese (Accra, n. 1997)

## U(1)
- Emmanuel Uchegbu, calciatore nigeriano (n. 2005)

## V(1)
- Emmanuel Vermignon, calciatore francese (Saint-Pierre, n. 1989)

## Y(2)
- Emmanuel Yeboah, calciatore ghanese (Sunyani, n. 2003)
- Emmanuel Yezzoat, ex calciatore centrafricano (Bangui, n. 1986)